# Наомі Гарріс
Наомі Мелані Гарріс (англ. Naomie Melanie Harris; нар. 6 вересня 1976, Лондон, Велика Британія) — британська акторка, відома ролями Ів Маніпенні в стрічках про Джеймса Бонда «007: Координати «Скайфолл»», «007: Спектр», «007: Не час помирати», Паули в драмі «Місячне сяйво». Дама Ордену Британської імперії.

## Життєпис
Наомі Гарріс народилася в Лондоні, Велика Британія. Її мама в дитинстві з батьками переїхала в Лондон з Ямайки, батько родом з Тринідаду, залишив її вагітною. Наомі не підтримує стосунки з біологічним батьком. Її матір походить з Ямайки. Сучасні наукові дослідження проведені на замовлення самої Наомі показали, що її родовід по жіночій лінії походить з території сучасної Нігерії. Пізніше мати одружилася з вчителем і в родині з'явилося ще двоє дітей Максвелл і Джоелі. Мати тривалий час працювала сценаристкою на телебаченні. Наомі навчалася в престижній Театральній школі Анни Шер, а потім вступила в Коледж Пембрук Кембриджського університету, який закінчила у 1989. Але Гарріс на цьому не зупинилась, а продовжила навчання, відвідуючи заняття з акторської майстерності в театральній школі Бристоля.

## Кар'єра
Наомі розпочала кар'єру ще в дитячі роки: отримувала ролі у телесеріалах. У 2002 відбувся кінодебют акторки у комедії про студентське життя «Жити з надією». У тому ж році вийшла стрічка Денні Бойла «28 днів потому». Гарріс виконала головну жіночу роль Селени — мешканки Лондона, яка врятувалась під час атаки зомбі. За два роки акторка виконає ролі дружини Бена (Колін Ферт) у психологічному трилері «Травма» та інспектора поліції в авантюрному фільмі «Після заходу сонця». У 2006, 2007 виконала роль другого плану в другій та третій частинах пригодницької франшизи «Пірати Карибського моря». Між цими зйомками Наомі знялась у Майкла Манна («Поліція Маямі: Відділ моралі»). Перед тим як виконати роль секретарки Джеймса Бонда у «007: Координати „Скайфолл“», акторка зіграла в кримінальному трилері «Королі вулиць», романтичній комедії «П'ять моїх колишніх подружок», драмі «Серпень», бойовику «Ніндзя-вбивця», байопіку «Секс, наркотики і рок-н-рол».
У фільмі «Довга дорога до свободи» 2013, в основу якого взято автобіографічну книгу Нельсона Мандели, Наомі виконала роль його дружини. У 2014 році стало відомо про її участь у фільмі «Книга джунглів: Початок». У 2015 зіграла працівницю Служби захисту дітей в спортивній драмі «Шульга». У тому ж році вона знову з'явилася у ролі Ів Маніпенні («007 Спектр»). У шпигунському трилері «Такий самий зрадник, як і ми» зіграла дівчину Перрі (Юен Мак-Грегор), у драмі «Місячне сяйво» виступила у ролі матері головного героя Шарона.
23 лютого 2017 Єлизавета II нагородила Наомі Гарріс Орденом Британської імперії. У грудні 2018 року акторка отримала роль у фільмі «Чорне та синє».

## Фільмографія
| Рік       |    | Українська назва                        | Оригінальна назва                          | Роль            |
| --------- | -- | --------------------------------------- | ------------------------------------------ | --------------- |
| 1987      | с  | Саймон і відьма                         | Simon and the Witch                        | Джойс           |
| 1989      | с  |                                         | Erasmus Microman                           | Міллі           |
| 1992—1993 | с  |                                         | Runaway Bay                                | Шуку            |
| 1992—1995 | с  | Люди майбутнього                        | The Tomorrow People                        | Амі Джексон     |
| 2000      | с  | Команда мрії                            | Dream Team                                 | Лола            |
| 2002      | с  |                                         | Trial & Retribution V                      | Тара Грей       |
| 2002      | с  | Білі зуби                               | White Teeth Microman                       | Клара           |
| 2002—2003 | с  | Динотопія                               | Dinotopia                                  | Романа          |
| 2002      | ф  | Жити з надією                           | Living in Hope                             | Джинні          |
| 2002      | ф  |                                         | Anansi                                     | Карла           |
| 2002      | ф  | 28 днів потому                          | 28 Days Later…                             | Селена          |
| 2002      | тф | Проект                                  | The Project                                | Меггі Данн      |
| 2003      | ф  |                                         | Crust                                      | секрктар        |
| 2004      | ф  | Травма                                  | Trauma                                     | Еліза           |
| 2004      | ф  | Після заходу сонця                      | After the Sunset                           | Софі            |
| 2005      | ф  | Тристрам Шенді: Історія петушка й бичка | A Cock and Bull Story                      | Дженні          |
| 2006      | ф  | Пірати Карибського моря: Скриня мерця   | Pirates of the Caribbean: Dead Man's Chest | Тіа Дальма      |
| 2006      | ф  | Поліція Маямі: Відділ моралі            | Miami Vice                                 | Труді Джоплін   |
| 2007      | ф  | Пірати Карибського моря: На краю світу  | Pirates of the Caribbean: At World's End   | Тіа Дальма      |
| 2008      | ф  | Серпень                                 | August                                     | Сара            |
| 2008      | ф  | Явні захворювання                       | Explicit Ills                              | Джилл           |
| 2008      | ф  | Поппі Шекспір                           | Poppy Shakespeare                          | Поппі Шекспір   |
| 2008      | ф  | Королі вулиць                           | Street Kings                               | Лінда Вошингтон |
| 2009      | ф  | Морріс                                  | Morris: A Life with Bells On               | Соня            |
| 2009      | ф  | П'ять моїх колишніх подружок            | My Last Five Girlfriends                   | Джемма          |
| 2009      | ф  | Ніндзя-вбивця                           | Ninja Assassin                             | Міка            |
| 2009      | тф | Маленький острів                        | Small Island                               | Гортензія       |
| 2010      | ф  | Секс, наркотики і рок-н-рол             | Sex & Drugs & Rock & Roll                  | Деніз           |
| 2010      | с  | Звинувачувані                           | Accused                                    | Елісон Вайд     |
| 2010      | тф | Кров і нафта                            | Blood and Oil                              | Еліс            |
| 2010      | ф  | Першопроходець                          | The First Grader                           | Джейн           |
| 2012      | ф  | 007: Координати „Скайфолл“              | Skyfall                                    | Ів Маніпенні    |
| 2013      | ф  | Мандела: Довгий шлях до свободи         | Mandela: Long Walk to Freedom              | Вінні Мандела   |
| 2015      | ф  | Шульга                                  | Southpaw                                   | Ангела Рівера   |
| 2015      | ф  | 007 Спектр                              | Spectre                                    | Ів Маніпенні    |
| 2016      | ф  | Такий самий зрадник, як і ми            | Our Kind of Traitor                        | Гейл Перкінс    |
| 2016      | ф  | Місячне сяйво                           | Moonlight                                  | Паула           |
| 2016      | ф  | Прихована краса                         | Collateral Beauty                          | Меделін         |
| 2018      | ф  | Ремпейдж                                | Rampage                                    | Кейт Колдвелл   |
| 2018      | ф  | Книга джунглів: Початок                 | Jungle Book                                | Ніша            |
| 2019      | ф  | Чорне та синє                           | Black and Blue                             | Алісія Вест     |
| 2021      | ф  | 007: Не час помирати                    | No Time to Die                             | Ів Маніпенні    |
| 2021      | ф  | Веном 2: Карнаж                         | Venom: Let There Be Carnage                | Крик            |
| 2021      | ф  | Лебедина пісня                          | Swan Song                                  | Поппі           |
| 2022      | с  | Людина, яка впала на Землю              | The Man Who Fell to Earth                  | Джастін Фоллз   |
| 2025      | ф  | Операція «Чорний кейс»                  | Black Bag                                  | Зої Вон         |